# Opius hector
Opius hector är en stekelart som beskrevs av Fischer 1968. Opius hector ingår i släktet Opius och familjen bracksteklar. Inga underarter finns listade i Catalogue of Life.